# Ni Hydrae
Ni Hydrae (ν Hya) – gwiazda w gwiazdozbiorze Hydry. Jest odległa od Słońca o około 144 lata świetlne.

## Charakterystyka
Jest to olbrzym należący do typu widmowego K. Gwiazda ta ma temperaturę 4375 K, niższą niż temperatura fotosfery Słońca. Świeci 156 razy jaśniej niż Słońce (dużą część wypromieniowuje w podczerwieni), ma 22 razy większy promień i 2–2,5 razy większą masę. Obraca się bardzo powoli wokół osi, wyznaczona prędkość obrotu bliska słonecznej pozwala obliczyć, że jeden obrót trwa 1,75 roku; gwiazda może być także zwrócona biegunem w stronę Słońca, co zaniża wartość pomiaru. Obecnie w jej jądrze trwa synteza helu w węgiel i tlen, która może się zaczynać lub już być bliska końca (gwiazdy w tych stadiach ewolucji wyglądają podobnie). Zanim zakończy życie, gwiazda ta zmieni się w jeszcze większego olbrzyma. Jej metaliczność jest nieco niższa od słonecznej, co wraz z dużym ruchem własnym (trzykrotnie szybszym niż lokalna średnia) wskazuje, że gwiazda pochodzi z innego obszaru Galaktyki.